# Gigny-sur-Saône
Gigny-sur-Saône est une commune française située dans le département de Saône-et-Loire, en région Bourgogne-Franche-Comté.

## Géographie
La commune est située sur la rive droite de la Saône, entre Chalon-sur-Saône et Tournus, à quelques kilomètres de Sennecey-le-Grand et à une vingtaine de kilomètres de Chalon-sur-Saône.

### Hameaux
Il y a le Bourg et les hameaux de l'Épervière, Lampagny et la Colonne.

### Géologie et relief
L'altitude moyenne de la commune est de 175 mètres, la superficie représente 1 436 hectares dont 300 hectares sont en forêt. Il y a très peu de pente sur ce village. Les sols ont pour origine l'ère du quaternaire ancien et du quaternaire récent (bord de Saône).

### Hydrographie
La Saône passe dans la commune. À cause du peu de pente en relief, 2/3 de la commune sont en zone inondable.

### Climat
Pour des articles plus généraux, voir Climat de la Bourgogne-Franche-Comté et Climat de Saône-et-Loire.
En 2010, le climat de la commune est de type climat océanique dégradé des plaines du Centre et du Nord, selon une étude du Centre national de la recherche scientifique s'appuyant sur une série de données couvrant la période 1971-2000. En 2020, Météo-France publie une typologie des climats de la France métropolitaine dans laquelle la commune est exposée à un climat semi-continental et est dans la région climatique Bourgogne, vallée de la Saône, caractérisée par un bon ensoleillement (1 900 h/an), un été chaud (18,5 °C), un air sec au printemps et en été et des vents faibles.
Pour la période 1971-2000, la température annuelle moyenne est de 11,4 °C, avec une amplitude thermique annuelle de 18 °C. Le cumul annuel moyen de précipitations est de 843 mm, avec 10,6 jours de précipitations en janvier et 7,3 jours en juillet. Pour la période 1991-2020, la température moyenne annuelle observée sur la station météorologique de Météo-France la plus proche, « Saint-Marcel », sur la commune de Saint-Marcel à 14 km à vol d'oiseau, est de 12,3 °C et le cumul annuel moyen de précipitations est de 818,4 mm. 
La température maximale relevée sur cette station est de 41,8 °C, atteinte le 12 août 2003 ; la température minimale est de −20 °C, atteinte le 16 janvier 1985,,.
Les paramètres climatiques de la commune ont été estimés pour le milieu du siècle (2041-2070) selon différents scénarios d'émission de gaz à effet de serre à partir des nouvelles projections climatiques de référence DRIAS-2020. Ils sont consultables sur un site dédié publié par Météo-France en novembre 2022.

## Urbanisme

### Typologie
Au 1er janvier 2024, Gigny-sur-Saône est catégorisée commune rurale à habitat dispersé, selon la nouvelle grille communale de densité à sept niveaux définie par l'Insee en 2022.
Elle est située hors unité urbaine. Par ailleurs la commune fait partie de l'aire d'attraction de Chalon-sur-Saône, dont elle est une commune de la couronne,. Cette aire, qui regroupe 109 communes, est catégorisée dans les aires de 50 000 à moins de 200 000 habitants,.

### Occupation des sols
L'occupation des sols de la commune, telle qu'elle ressort de la base de données européenne d’occupation biophysique des sols Corine Land Cover (CLC), est marquée par l'importance des territoires agricoles (66,7 % en 2018), une proportion sensiblement équivalente à celle de 1990 (66,3 %). La répartition détaillée en 2018 est la suivante : terres arables (48,1 %), forêts (21,1 %), prairies (15,1 %), eaux continentales (6,8 %), zones urbanisées (5,4 %), zones agricoles hétérogènes (3,5 %). L'évolution de l’occupation des sols de la commune et de ses infrastructures peut être observée sur les différentes représentations cartographiques du territoire : la carte de Cassini (XVIIIe siècle), la carte d'état-major (1820-1866) et les cartes ou photos aériennes de l'IGN pour la période actuelle (1950 à aujourd'hui).

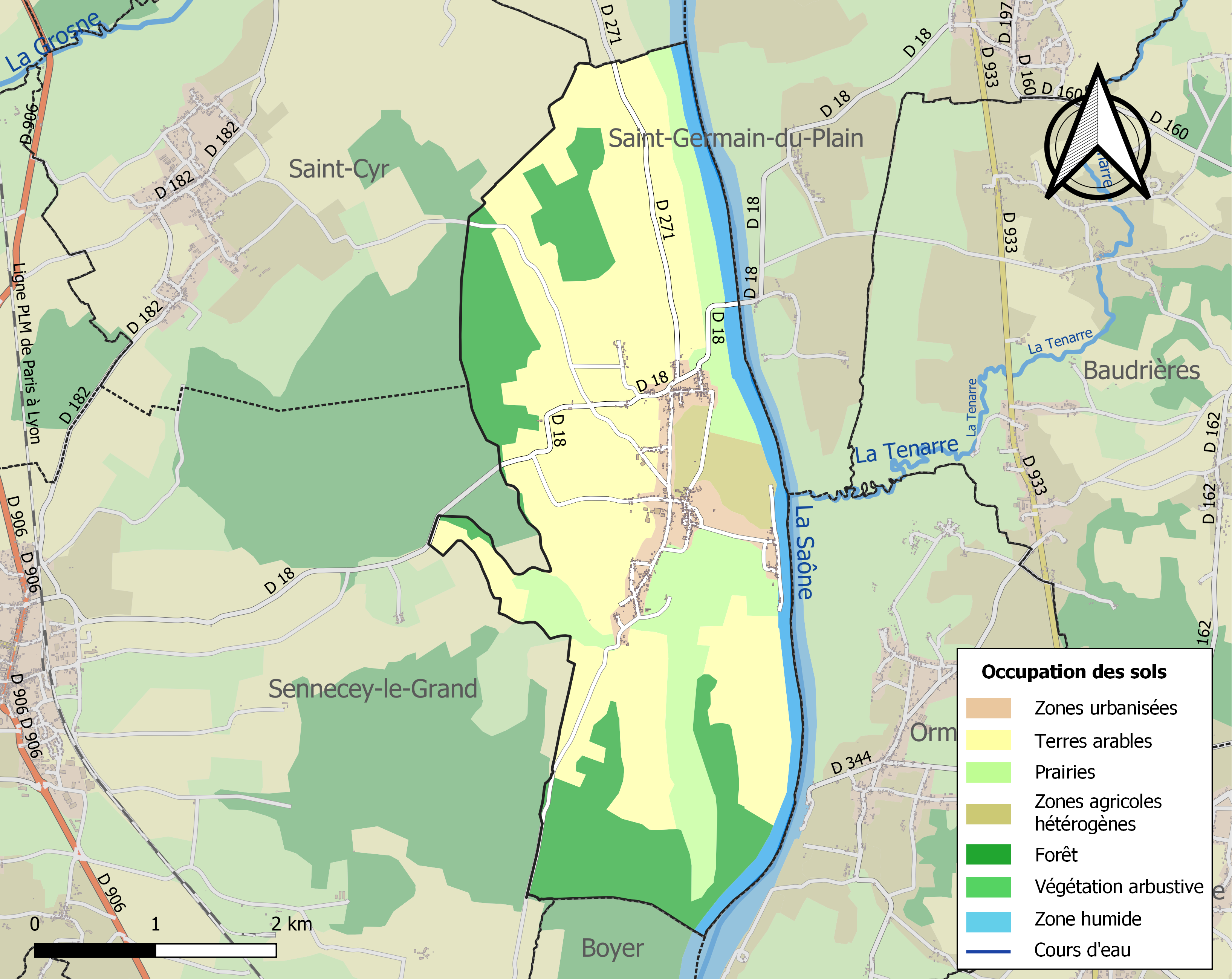
Carte des infrastructures et de l'occupation des sols de la commune en 2018 (CLC).

## Histoire
Au hameau de la Colonne, il y avait l'un des plus anciens ports romain sur le bord de la Saône. Le château de l'Épervière a été construit aux XVIe et XVIIIe siècles. La chapelle du bourg de la commune, appelée chapelle Demangin, fut construite à la fin du Moyen Âge et conservait, jusqu'à la construction de l'église de l'éÉpervière au XIXe siècle, un autel en marbre rose et fut pendant une certaine période chapelle du château de l'Épervière.
Au hameau de l'Épervière se situe l'église de l'Épervière qui fut érigée en 1863 et fut appelée église Saint-Pancrace pour vénérer le martyr saint Pancrace, exécuté à Rome en 304 pour sa foi chrétienne. Le château de l'association des petits frères des pauvres, appelé autrefois château de Madame Tamain, fut construit en 1925 et héberge aujourd'hui des personnes âgées. Se trouve à côté un gîte qui était encore à l'époque le presbytère appartenant à l'église.
À quelques mètres plus loin se trouve la mairie, où se situait à l'époque une école de garçons, l'école de filles se trouvait dans l'école actuelle. A Gigny-sur-Saône, on trouvait à l'époque des paysans, des fermiers et leurs familles, qui travaillaient pour le châtelain de l'Épervière, autrement dit le seigneur, qui résidait dans le château de l'Épervière, l'actuel camping aujourd'hui. Progressivement, des descendants de ces familles construisirent des maisons pour se loger et abriter leurs progéniture. Ainsi, dans les années 1920 et 1930, on trouve plusieurs familles ayant leurs fermes et se trouvant dans tous les hameaux de la commune. Avec l'arrivée progressives des lotissements de La Palouse, Gigny gagne des habitants.
Aujourd'hui on y trouve un plateau sportif, un cimetière aménagé au XIXe siècle où sont enterrés les défunts de la commune, un camping, des gîtes et chambres d'hôtes et une association culturelle organisant des ateliers culturels, appelé L'art de lier.

## Politique et administration

### Tendances politiques et résultats

#### Élections présidentielles
Le village de Gigny-sur-Saône place en tête à l'issue du premier tour de l'élection présidentielle française de 2017, Marine Le Pen (RN) avec 27,59 % des suffrages. Mais lors du second tour, Emmanuel Macron (LaREM) est en tête avec 53,36 %.

#### Élections législatives
Le village de Gigny-sur-Saône faisant partie de la quatrième circonscription de Saône-et-Loire, place lors du 1er tour des élections législatives françaises de 2017, Cécile Untermaier (PS) avec 25,51 % ainsi que lors du second tour avec 71,01 % des suffrages.
Lors du 1er tour des élections législatives françaises de 2022, Cécile Untermaier (PS), députée sortante, arrive en tête avec 44,88 % des suffrages comme lors du second tour, avec cette fois-ci, 59,14 % des suffrages.

#### Élections régionales
Le village de Gigny-sur-Saône place la liste « Pour Une Région Qui Vous Protège » menée par Julien Odoul (RN), dès le 1er tour des élections régionales de 2021 en Bourgogne-Franche-Comté, avec 30,00 % des suffrages. Lors du second tour, les habitants décideront de placer la liste de « Notre Région Par Cœur » menée par Marie-Guite Dufay, présidente sortante (PS) en tête, avec cette fois-ci, près de 43,54 % des suffrages. Devant les autres listes menées par Gilles Platret (LR) en seconde position avec 29,25 %, Julien Odoul (RN), troisième avec 25,85 % et en dernière position celle de Denis Thuriot (LaREM) avec 1,36 %. Il est important de souligner une abstention record lors de cette élection qui n'ont pas épargné le village de Gigny-sur-Saône avec lors du premier tour 63,90 % d'abstention et au second, 62,68 %.

#### Élections départementales
Le village de Gigny-sur-Saône faisant partie du canton de Tournus place le binôme de Jean-Claude Becousse (DVD) et Colette Beltjens (DVD) et  Macine MEZAOUR (RN) et Danielle PERRET (RN), à égalité, dès le 1er tour des élections départementales de 2021 en Saône-et-Loire avec 37.31 % des suffrages. Lors du second tour, les habitants décideront de placer de nouveau le binôme de Jean-Claude Becousse (DVD) et Colette Beltjens (DVD), en tête, avec cette fois-ci, près de 58,09 % des suffrages. Devant l'autre binôme menée par Delphine Dugué (DVG) et Mickaël Maniez (DVG) qui obtient 41,91 %. Il est important de souligner une abstention record lors de ces élections qui n'ont pas épargné le village de Gigny-sur-Saône avec lors du premier tour 63,90 % d'abstention et au second, 62,68 %.

### Liste des maires de Gigny-sur-Saône
| Période                                  | Période    | Identité                | Étiquette | Qualité |
| ---------------------------------------- | ---------- | ----------------------- | --------- | ------- |
| novembre 2015                            | en cours   | Jacques Valfré          |           |         |
| mai 2015                                 | août 2015  | Michel Philippe         |           |         |
| juin 2012                                | avril 2015 | Jean-Marc Castel        |           |         |
| juin 1995                                | juin 2012  | Marie-Madeleine Blondot |           |         |
| 1994                                     | juin 1995  | Louis Gay               |           |         |
| mars 1989                                | 1994       | André Gras              |           |         |
| mars 1977                                | mars 1989  | Georges Vachey          |           |         |
| mars 1971                                | mars 1977  | Cyprien Gay             |           |         |
| mars 1965                                | mars 1971  | Edmond Virey            |           |         |
| mars 1959                                | mars 1965  | Monique Moinet          |           |         |
| Les données manquantes sont à compléter. |            |                         |           |         |

## Démographie
L'évolution du nombre d'habitants est connue à travers les recensements de la population effectués dans la commune depuis 1793. Pour les communes de moins de 10 000 habitants, une enquête de recensement portant sur toute la population est réalisée tous les cinq ans, les populations de référence des années intermédiaires étant quant à elles estimées par interpolation ou extrapolation. Pour la commune, le premier recensement exhaustif entrant dans le cadre du nouveau dispositif a été réalisé en 2007.

En 2022, la commune comptait 568 habitants, en évolution de +5,77 % par rapport à 2016 (Saône-et-Loire : −1,06 %, France hors Mayotte : +2,11 %).
| 1793 | 1800 | 1806 | 1821  | 1831  | 1836  | 1841  | 1846 | 1851  |
| ---- | ---- | ---- | ----- | ----- | ----- | ----- | ---- | ----- |
| 938  | 981  | 914  | 1 008 | 1 024 | 1 061 | 1 006 | 990  | 1 002 |

| 1856  | 1861 | 1866 | 1872 | 1876 | 1881 | 1886 | 1891 | 1896 |
| ----- | ---- | ---- | ---- | ---- | ---- | ---- | ---- | ---- |
| 1 009 | 982  | 936  | 936  | 909  | 864  | 849  | 800  | 772  |

| 1901 | 1906 | 1911 | 1921 | 1926 | 1931 | 1936 | 1946 | 1954 |
| ---- | ---- | ---- | ---- | ---- | ---- | ---- | ---- | ---- |
| 742  | 716  | 698  | 625  | 621  | 566  | 578  | 565  | 563  |

| 1962 | 1968 | 1975 | 1982 | 1990 | 1999 | 2006 | 2007 | 2012 |
| ---- | ---- | ---- | ---- | ---- | ---- | ---- | ---- | ---- |
| 486  | 450  | 392  | 370  | 401  | 504  | 517  | 519  | 554  |

| 2017 | 2022 | - | - | - | - | - | - | - |
| ---- | ---- | - | - | - | - | - | - | - |
| 528  | 568  | - | - | - | - | - | - | - |

## Vie locale

### Enseignement
Cette commune possède une école avec deux classes primaires (niveau CM 1 et CM 2) en RPI avec les communes de Marnay et Saint-Cyr.

### Santé
Il n'y a pas de médecin généraliste dans ce village. Le centre hospitalier le plus proche se situe à Chalon-sur-Saône.

### Cultes
Culte catholique dans l'église du village.

### Sports
Ce village possède un stade de football, mais qui n'est plus utilisé depuis la disparition du club de football local. Le club de foot a été créé en 1959 et disparu en 2011. Il était essentiellement composé d'habitants de la commune de Gigny et de ses environs. Il reste du club un vestiaire ancien conçu en 1981 qui fait suite à un ancien wagon marchandise SNCF réformé qui lui, servait de vestiaire depuis 1964. La randonnée est pratiquée sur la commune sur les chemins prévus à cet effet.

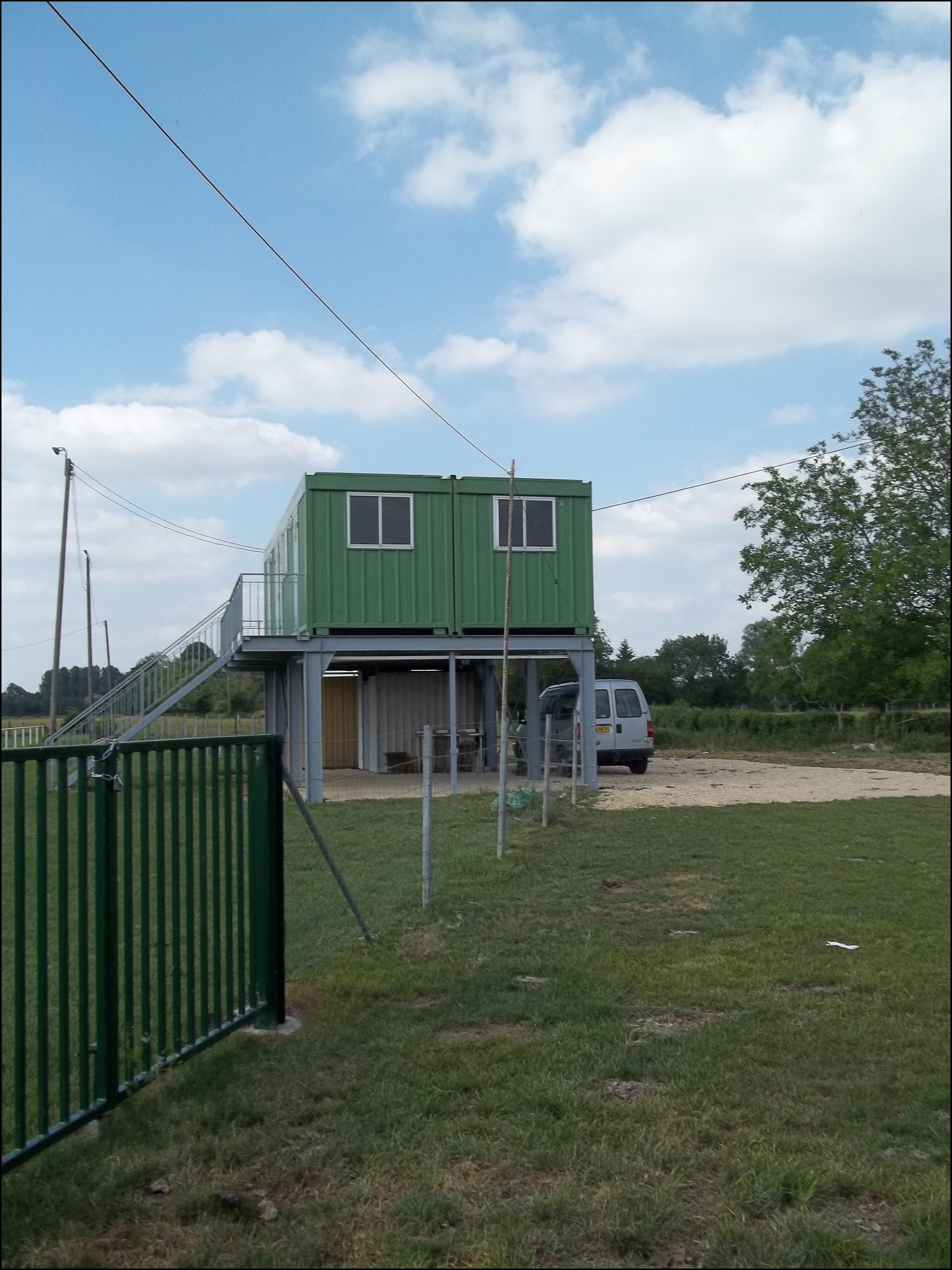

### Associations
L'association phare du village est le Comité des fêtes. Il y a aussi l'association de sauvegarde du Château de l'Épervière.

#### Manifestations
Ce comité des fêtes organise plusieurs manifestations : la fête champêtre au mois de juillet, la soirée d'Écheillage du maïs et ses soupes au mois d'octobre, une brocante et divers banquets et lotos. Il y a également une randonnée au mois de juillet, organisée par l'association de sauvegarde du Château de l'Épervière.

## Économie
Il y a dans la commune : trois exploitations agricoles, un horticulteur, une entreprise de travaux agricoles, un charpentier, un carreleur, un électricien et une coiffeuse à domicile.

## Lieux et monuments
- Les monuments :
  - La chapelle du Bourg
  - Le château de l'Épervière
  - Le château de Gigny, géré par l'association des petits frères des pauvresn, est devenu un EHPAD
  - Le pont de Thorey, qui permet d'enjamber la Saône en direction de Saint-Germain-du-Plain, ouvrage qui datait de 1865 (pont de cinq travées, en arc de cercle en fer avec platelage en bois et quatre piles en maçonnerie) et qui, ayant subi des dommages pendant la Seconde Guerre mondiale, a été reconstruit au début des années 1970.
- Lieux :
  - La halte nautique en bord de Saône, à l'emplacement de l'ancienne écluse
  - Le plateau sportif à l'Épervière
  - Le gîte de groupe

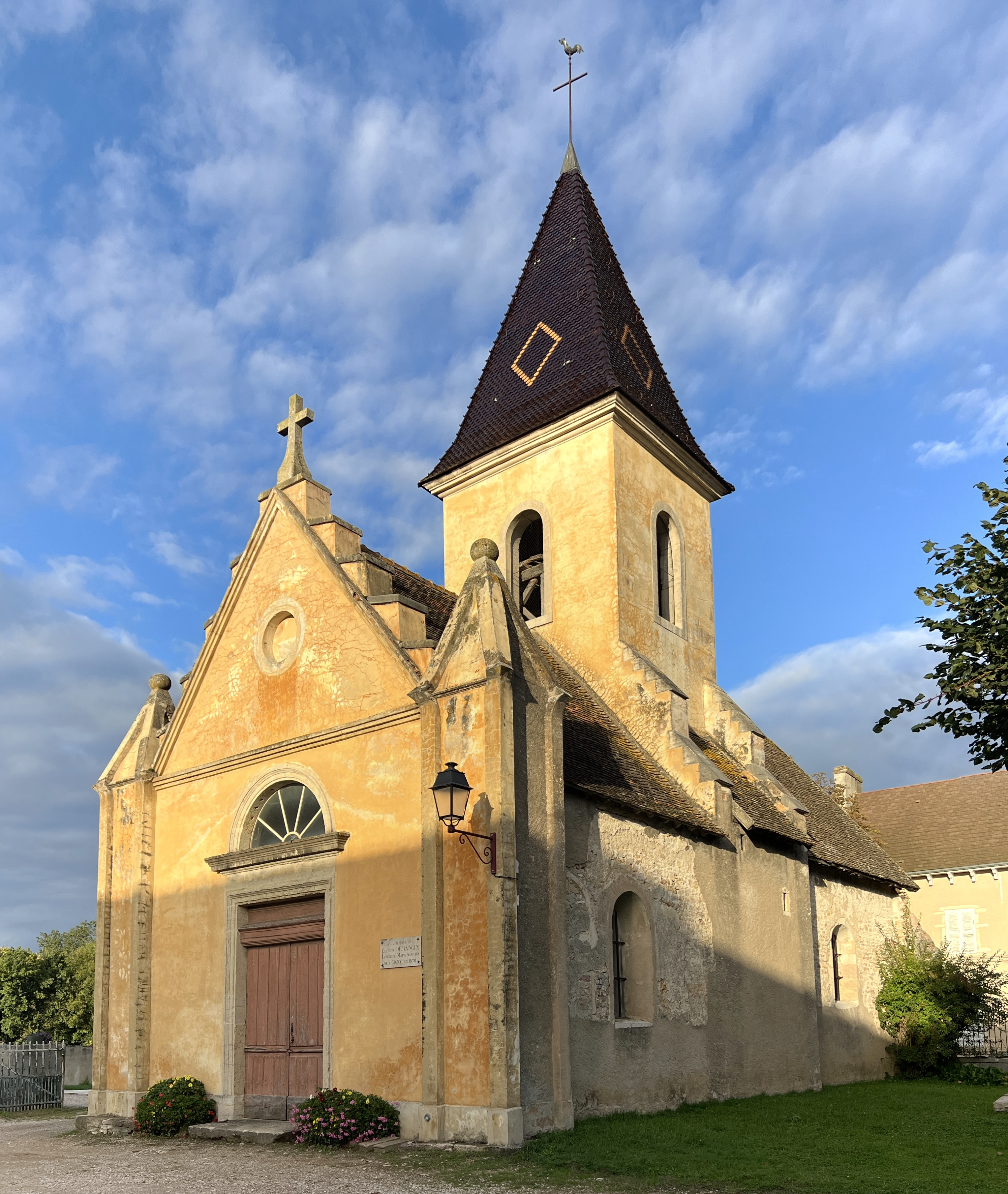
Chapelle du bourg.
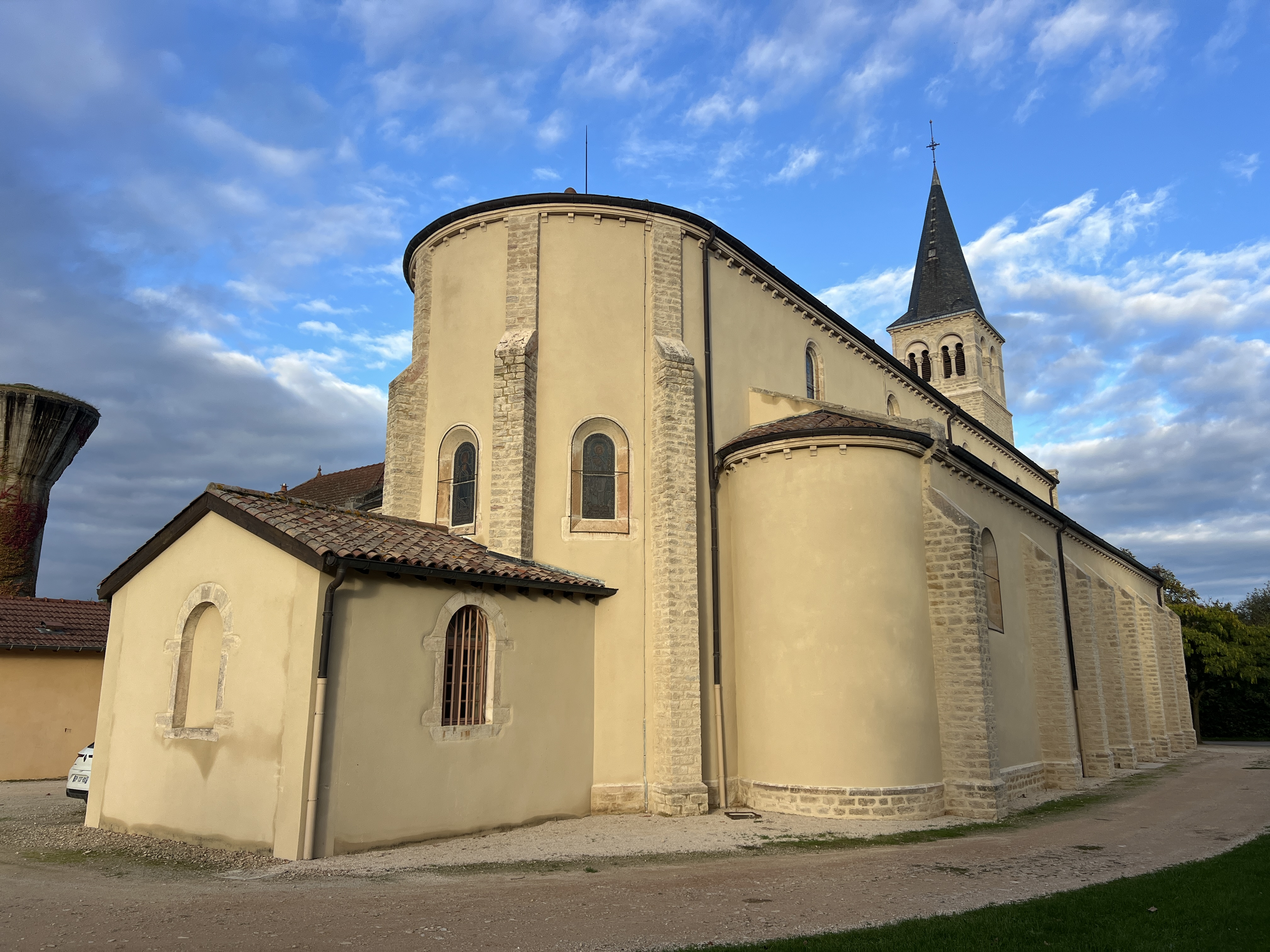
Église Saint-Pancrace.
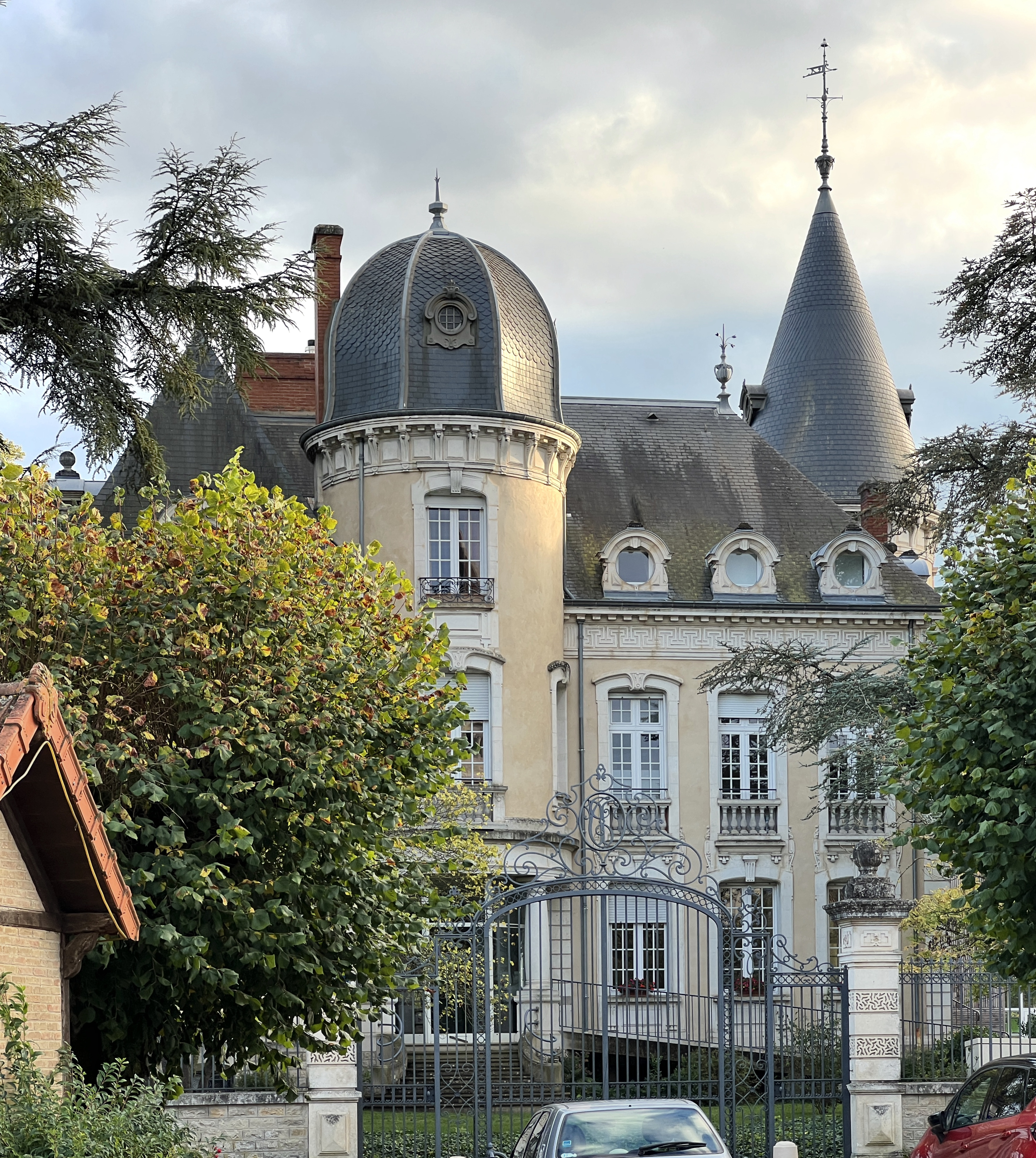
Château de Gigny
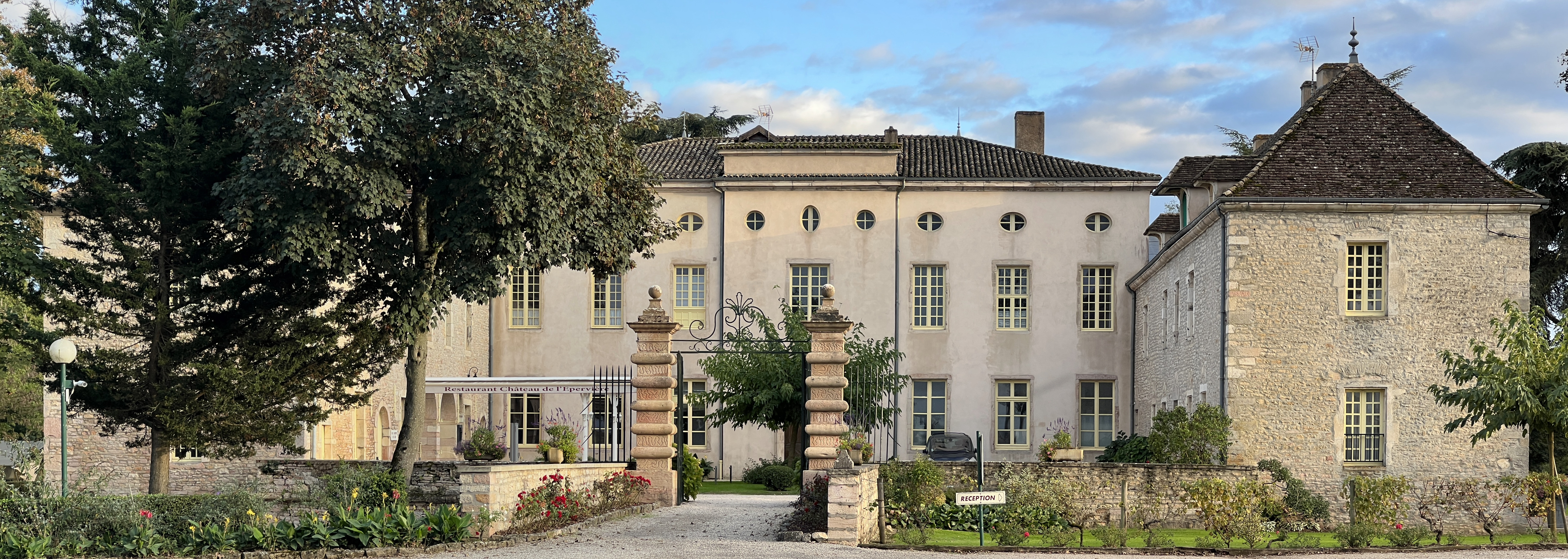
Château de l'Épervière.
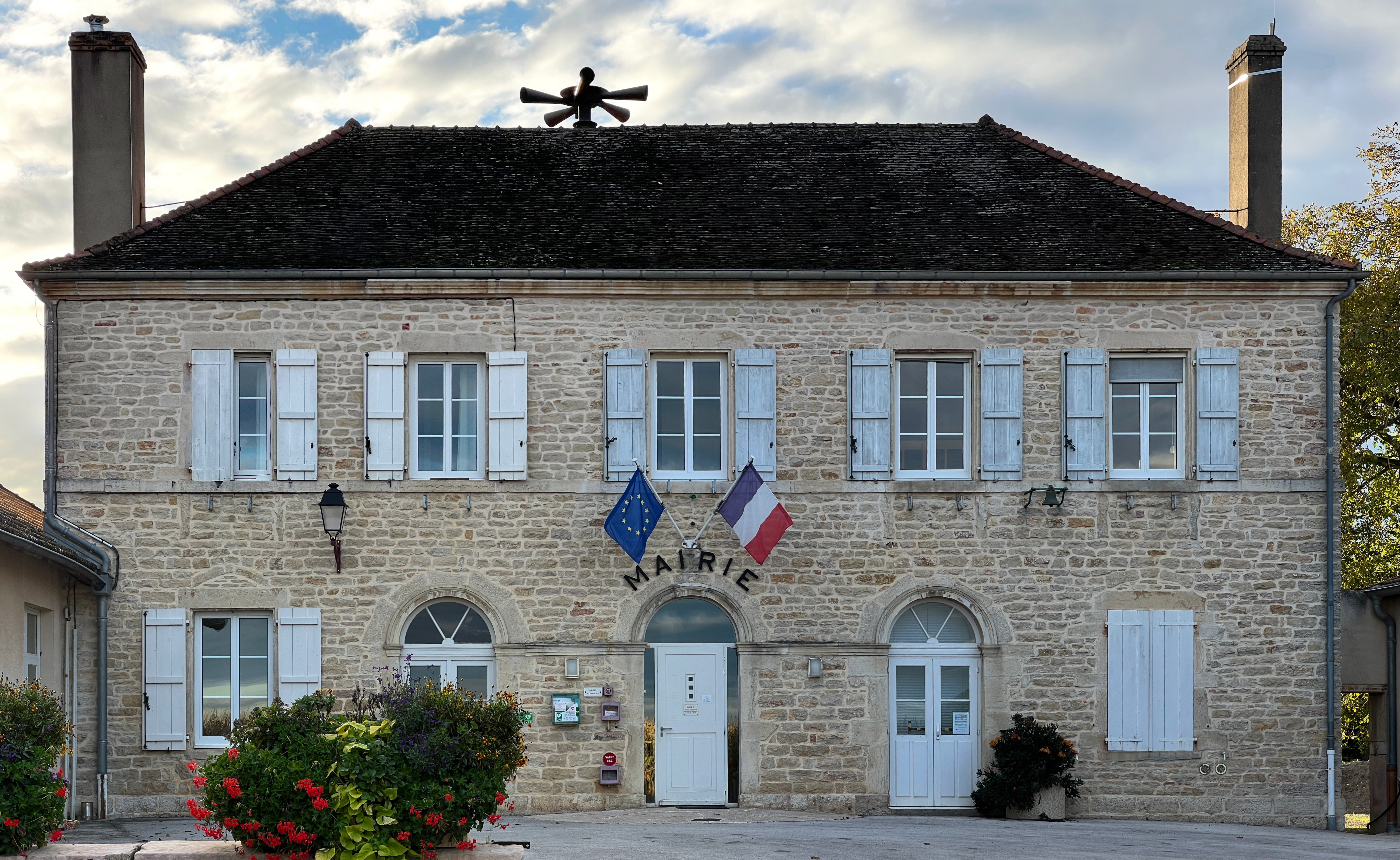
Mairie.

## Personnalités liées à la commune
- Clément Cyriaque de Mangin (Demangin), médecin, linguiste et poète du XVIIe siècle, également mathématicien et astronome sous le pseudonyme de Pierre Hérigone, né à Gigny-sur-Saône en 1570[28],[1].
- René Grelin, ancien coureur cycliste professionnel, né à Gigny-sur-Saône le 21 septembre 1942.

## Pour approfondir